# Liste der neuseeländischen Botschafter in Deutschland
Die Liste der neuseeländischen Botschafter in Deutschland umfasst die mit der Vertretung Neuseelands betrauten Personen ab der Einrichtung der neuseeländischen Botschaft im Jahr 1966.

## Missionschefs

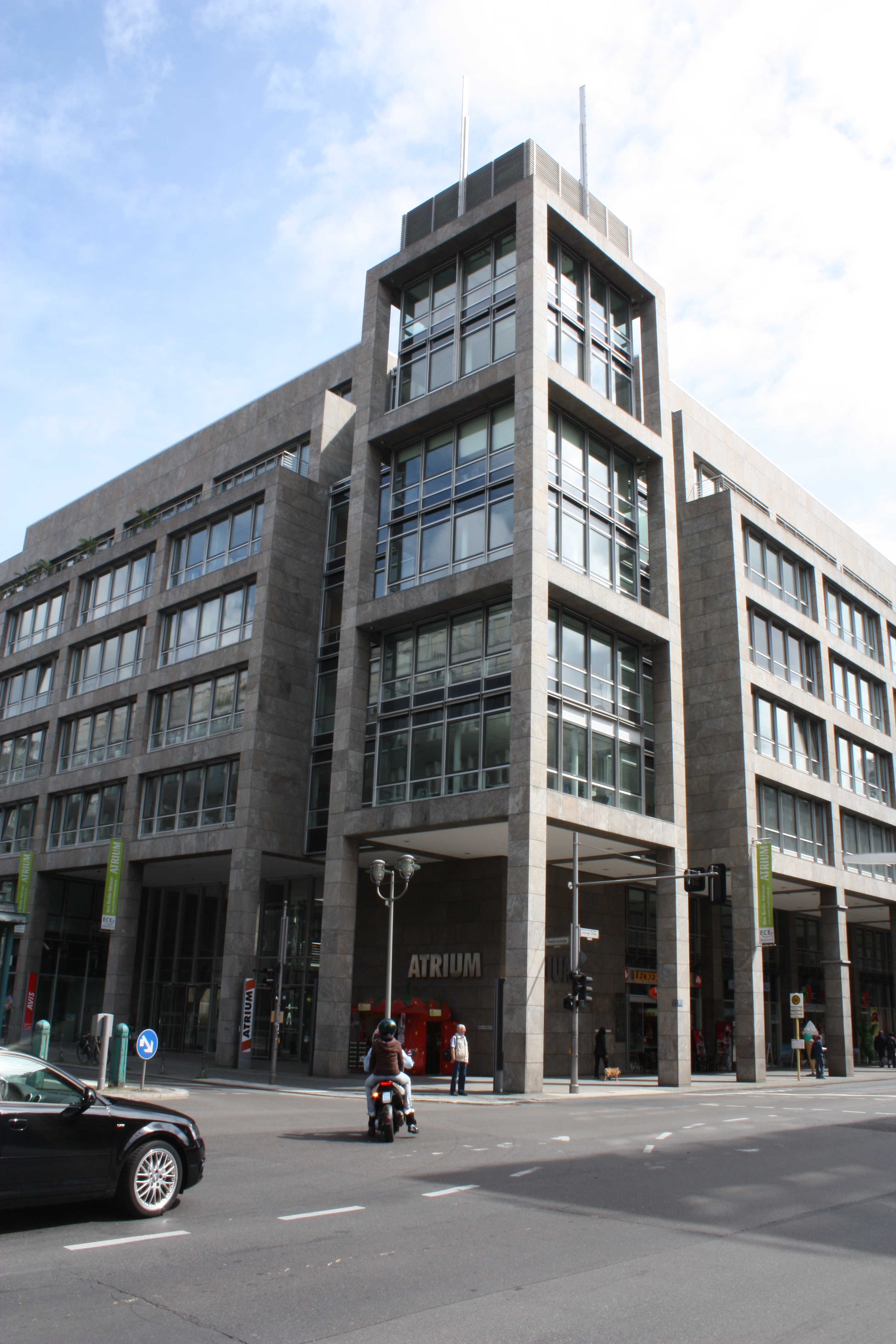
Gebäude der Neuseeländischen Botschaft in der Berliner Friedrichstraße 60 („Atrium“), Ecke Leipziger Straße

Am 10. November 1953 wurden die diplomatischen Beziehungen zwischen Neuseeland und der Bundesrepublik Deutschland aufgenommen.
Während Deutschland ab 1953 eine Mission in Wellington besetzte, residierte die neuseeländische Vertretung bis 1966 in London. Am 12. Juli 1966 richtete Neuseeland in Bonn eine Botschaft ein. Nach dem Umzug der deutschen Regierung nach Berlin residiert auch die neuseeländische Botschaft in Berlin.
- 1953–1966: Resident in London
- 1966–1969: Reuel Lochore (1903–1991)
- 1969–1975: Doug Zohrab (1917–2008)
- 1975–1978: Hunter Wade
- 1978–1982: Basil Bolt
- 1982–1985: Jack Shepherd
- 1985–1990: Ted Farnon
- 1990–1994: Richard Grant
- 1994–1998: Gerry Thompson
- 1998–2003: Winston Cochrane
- 2003–2007: Peter Hamilton
- 2007–2010: Alan Cook
- 2010–2014: Peter Rider
- 2014–2018: Peter Rodney Harris
- 2018–2022: Rupert Thomas Holborow
- seit 2022: Craig Hawke